# Ádánd, Somogy
Ádánd  este un sat în districtul Siófok, județul Somogy, Ungaria, având o populație de 2.170 de locuitori (2011). 

## Demografie
Componența etnică a satului Ádánd
     Maghiari (95,95%)
     Romi (2,58%)
     Germani (1,01%)
     Necunoscut (0,15%)
     Alții (0,3%)
Componența confesională a satului Ádánd
     Romano-catolici (48,29%)
     Reformați (15,48%)
     Fără religie (11,2%)
     Necunoscută (23,5%)
     Alte religii (3,04%)
Conform recensământului din 2011, satul Ádánd avea 2.170 de locuitori. Din punct de vedere etnic, majoritatea locuitorilor (95,95%) erau maghiari, existând și minorități de romi (2,58%) și germani (1,01%). Apartenența etnică nu este cunoscută în cazul a 0,15% din locuitori. Nu există o religie majoritară, locuitorii fiind romano-catolici (48,29%), reformați (15,48%) și persoane fără religie (11,2%). Pentru 23,5% din locuitori nu este cunoscută apartenența confesională.